# Catasticta pharnakia
Catasticta pharnakia é uma espécie de mariposa, da família das piérides, que foi descrita originalmente com o nome de Archonias pharnakia, por Fruhstorfer, em 1907, a partir de exemplares procedentes do Peru.